# 鄧忠
鄧 忠（とう ちゅう、? - 景元5年（264年）正月）は、中国三国時代の魏の武将。本貫は荊州義陽郡棘陽県（現在の河南省南陽市新野県）。『三国志』魏書に伝のある鄧艾の子。

## 生涯
甘露元年（256年）、父の鄧艾が段谷の戦いでの功績を賞され、その領邑から500戸を分けて、鄧忠は亭侯に封じられる。
景元4年（263年）、鄧艾の配下で蜀漢討伐に従軍。綿竹にて師纂と共に諸葛瞻と交戦するが、緒戦は敗北を喫し、鄧艾から斬刑に処されそうになる。鄧忠と師纂は馳せ戻って再び戦を交え、今度は諸葛瞻らの首を斬る大勝を収めた。同年11月、蜀漢の皇帝・劉禅は降伏し、鄧艾軍は蜀制圧という大功を立てた。
この後、鄧艾は「このまま呉も征討すべき」と強硬に主張したが、鍾会らにそれを反乱の企てと告発され、景元5年（264年）正月、鄧艾・鄧忠父子は逮捕される。その身柄は都に送還されるところだったが、反乱を企てた鍾会も殺害される混乱の中、鄧艾は彼に恨みを抱く田続によって殺害され、鄧忠もまた父と共に死に至る。
西晋の時代には鄧艾の名誉は回復され、嫡孫の鄧朗が登用されている。ただし彼の父が鄧忠とは明言されていない。
羅貫中の小説『三国志演義』では白面の美丈夫で、鄧艾に劣らぬ武略の持ち主として登場する。若くから鄧艾に従い、蜀漢との戦いで大いに活躍する姿が描かれている。